# Сидетски език
Сидетският език е част от групата на мъртвите анатолийски езици от групата на индоевропейските езици. За съществуването му се знае от монети, датирани към периода около V до III век пр.н.е., сечени в древния памфилийски град Сиде, и от два двуезични надписа на старогръцки и сидетски език, датирани съответно към III и II в. пр.н.е.
Историкът Ариан в книгата си „Анабазис на Александър“ от средата на II в. сл.н.е. споменава съществуването на своеобразен туземен език в град Сиде. Смята се, че сидетският език е близък до лидийския, карийския и ликийския.
Азбуката на сидетския език е една от малоазийските азбуки. Съдържа 25 букви, само някои от които ясно произлизат от гръцките. Като цяло езикът е останал неразчетен.

## Свидетелства

### Монети и надписи
Монети от Сиде са открити за първи път през XIX век. Надписите варху монетите са на неизвестен към момента език. През 1914 година в Сиде е открит олтар с двуезичен надпис на гръцки и сидетски, но той е останал неразшифриран. Едва след откриването на втори гръцко-сидетски двуезичен надпис през 1949, археологъг Хелмут Теодор Босерт успява да идентифицира 14 букви от сидетските надписи. През 1964 година близо до източната порта на древния град Сиде е разкрит голям каменен блок с два по-дълги текста на сидетски, съдържащи някои думи заети от гръцкия. През 1972 година за първи път е открит каменен надпис на сидетски извън град Сиде – в съседния град Лирбе-Селевкия. Понастоящем на науката са известни единадесет изсечени в Сиде монети и няколко монети с надписи на сидетски.

### Цитирания
В допълнение към надписите на каменни плочи, в старогръцки текстове се срещат две думи на сидетски език: думата за птицата планински кеклик (ζειγάρη), спомената от древния лексикограф Хесихий Александрийски, и думата за растението валериана (λαέρκινον), спомената от Гален. Смята се, че някои неразчетими знаци от третата книга на Хипократ, „От епидемията“, са оригинални цитати на лекаря Мнемон Сидетски, които може би са дадени на сидетски език.

## Характеристики на сидетския език
Както ликийския и карийския, и той е част от лувийска подгрупа на анатолийските езици. Каменните надписи показват, че към момента на създаването им, сидетският е бил вече силно повлиян от старогръцкия.
Установено е, че родителният падеж завършва на -с или -ас, а дателният падеж завършва на -о (за единствено число) или -а (за множествено число). Глаголи не са идентифицирани със сигурност.
По подобие със съседния памфилийски език, в имената на сидетски често се среща аферезата (напр. Полониу за Аполониос, Тандор за Атенодорос), както и синкопата (напр. Артмон за Артемон).